# سنت آستل
longitudeسنت آستلlatitudeسنت آستل
سنت آستل (به انگلیسی: St Austell) یک منطقهٔ مسکونی در انگلستان است که در جنوب غربی انگلستان واقع شده‌است.

## خصوصیات
سنت آستل ۳۴٬۷۰۰ نفر جمعیت دارد.